# Urosigalphus pardus
Urosigalphus pardus är en stekelart som beskrevs av Gibson 1972. Urosigalphus pardus ingår i släktet Urosigalphus och familjen bracksteklar. Inga underarter finns listade i Catalogue of Life.